# Бредет (Біхор)
Бредет (рум. Brădet) — село у повіті Біхор в Румунії. Входить до складу комуни Бунтешть.
Село розташоване на відстані 366 км на північний захід від Бухареста, 71 км на південний схід від Ораді, 84 км на захід від Клуж-Напоки, 135 км на північний схід від Тімішоари.

## Населення
За даними перепису населення 2002 року у селі проживала 721 особа, усі — румуни. Усі жителі села рідною мовою назвали румунську.